# تئاتر بزرگ رباط

The Grand Theatre of Rabat

تئاتر بزرگ رباط (فرانسوی: Grand Théâtre de Rabat; عربی: المسرح الکبیر للرباط‎، ت. «The Great Theatre of Rabat») یک مرکز بزرگ هنرهای نمایشی در شهر رباط، پایتخت مراکش است. این بنا توسط زاها حدید و شرکت معماری زاها حدید آرشیتکتس طراحی شده است. این تالار یکی از آخرین پروژه‌های طراحی‌شده توسط زاها حدید پیش از درگذشت او در سال ۲۰۱۶ به‌شمار می‌آید.
برنامه‌ریزی این پروژه در سال ۲۰۱۰ آغاز شد و ساخت‌وساز آن رسماً در تاریخ ۱۵ مهر ۱۳۹۳ (۷ اکتبر ۲۰۱۴) شروع شد. تکمیل پروژه ابتدا برای اواخر سال ۲۰۱۹ برنامه‌ریزی شده بود، اما در نهایت در سال ۲۰۲۱ به اتمام. این تالار در تاریخ ۸ آبان ۱۴۰۳ (۲۹ اکتبر ۲۰۲۴) افتتاح شد.

تالار در سال ۲۰۱۹ زمانی که در حال ساخت بود.

ساخت این تالار بخشی از یک طرح ملی گسترده توسط شاه محمد ششم مراکش است که با هدف ترویج هنرها و توسعه فرهنگی صورت گرفته است. تالار بزرگ رباط برنامه‌ریزی شده است تا به یکی از نقاط مرکزی یک منطقه چندمنظوره جدید به وسعت ۱۱۰ هکتار در سواحل رود ابی رقراق تبدیل شود. این منطقه شامل مراکز خرید، مناطق مسکونی، آرشیو ملی، یک موزه باستان‌شناسی جدید و یک منطقه تجاری با آسمان‌خراش‌ها در سمت شهر سلا خواهد بود.